# مزار پشت پنجه پدر
مزار پشت پنجه پدر یا مزار ملامحمد مغرب زمین مربوط به اواخر دوره صفوی است و در شهرستان کوهسرخ، ۱۵ کیلومتری شمال‌شرقی روستای اوندر (روستای متروکهٔ پشت پنجه) واقع شده و این اثر در تاریخ ۲۲ مرداد ۱۳۸۴ با شمارهٔ ثبت ۱۳۱۸۴ به‌عنوان یکی از آثار ملی ایران به ثبت رسیده است.

## نگارخانه

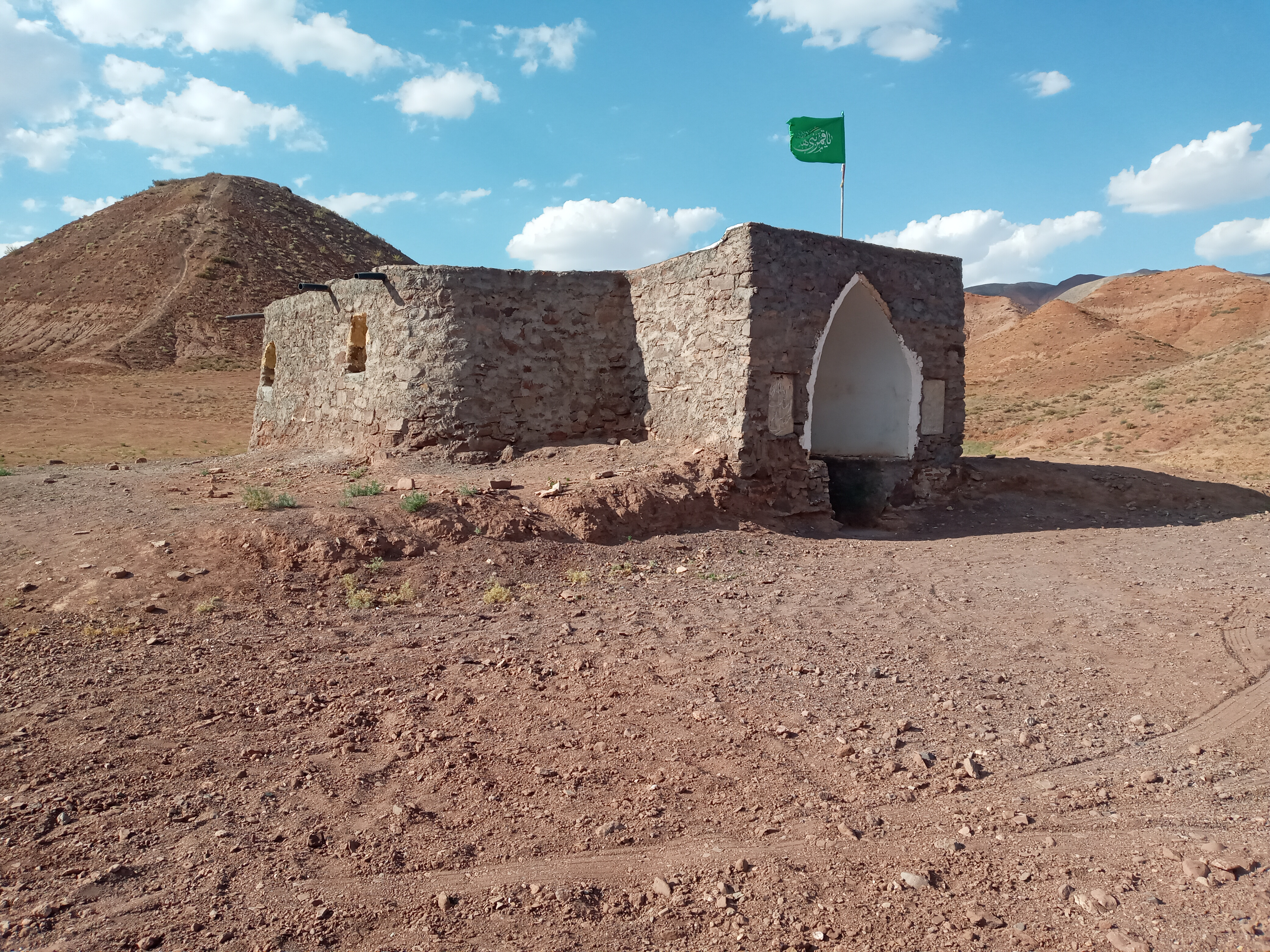
نمایی از آرامگاه
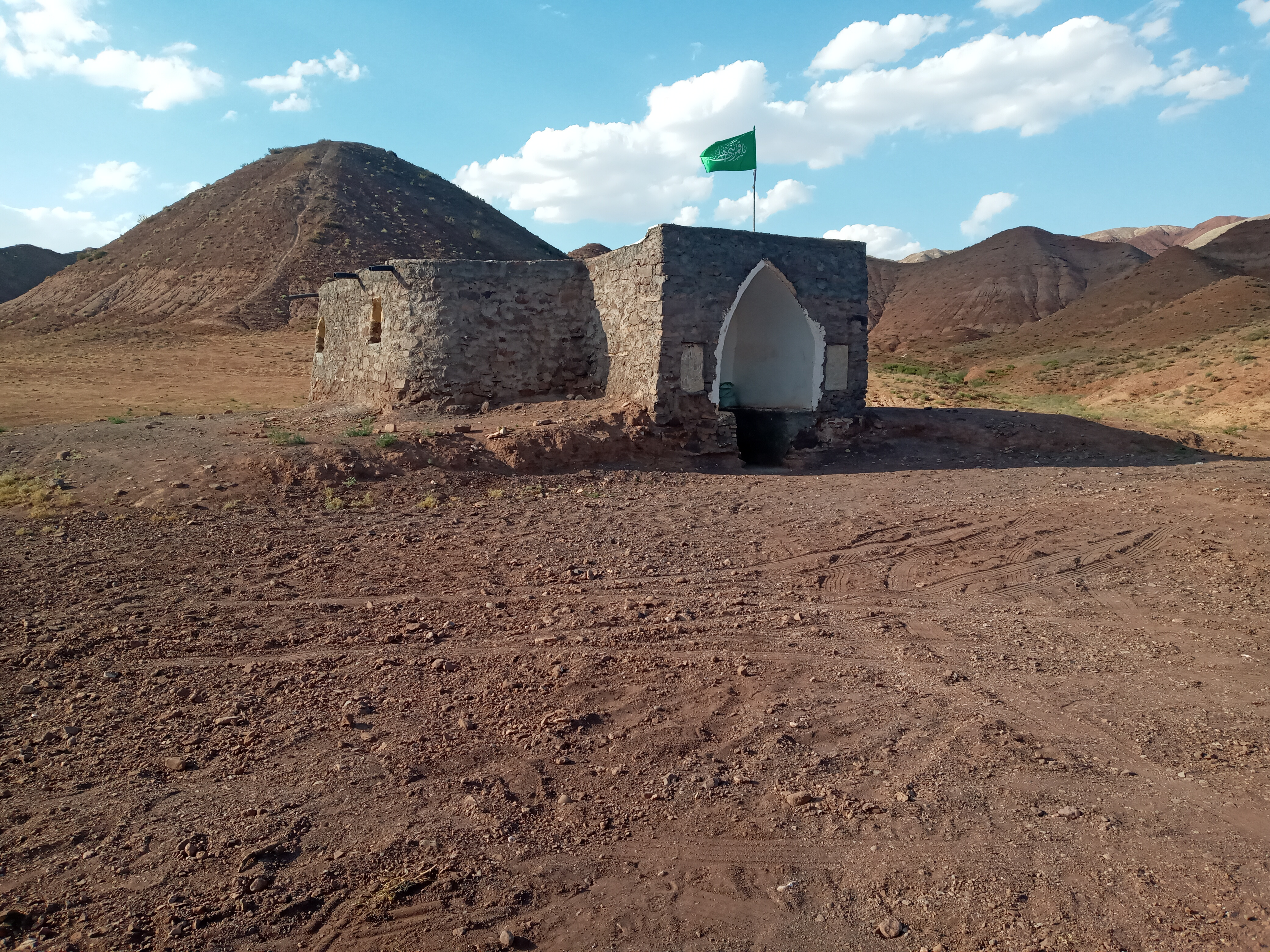
نمایی از آرامگاه
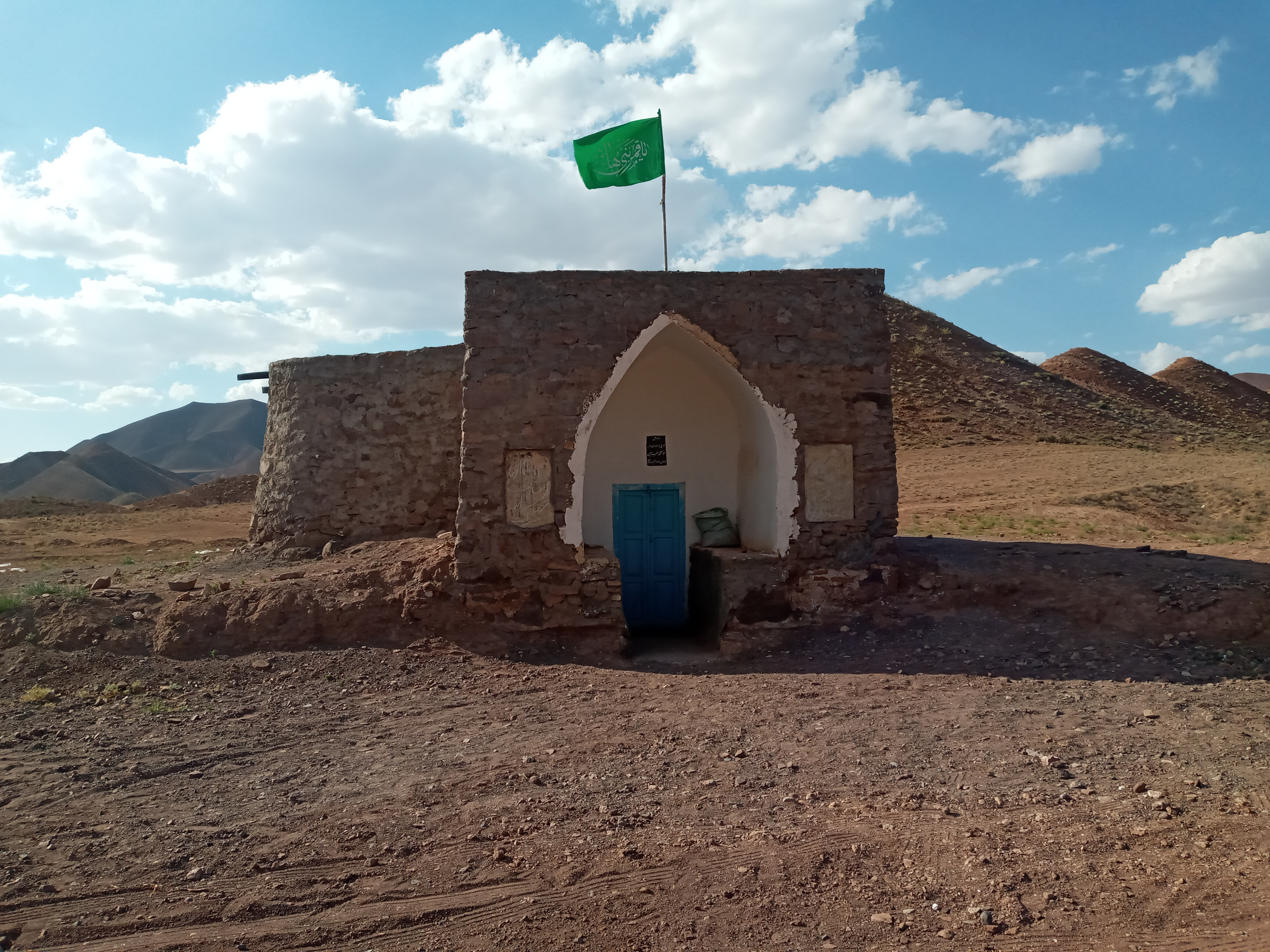
نمایی از آرامگاه
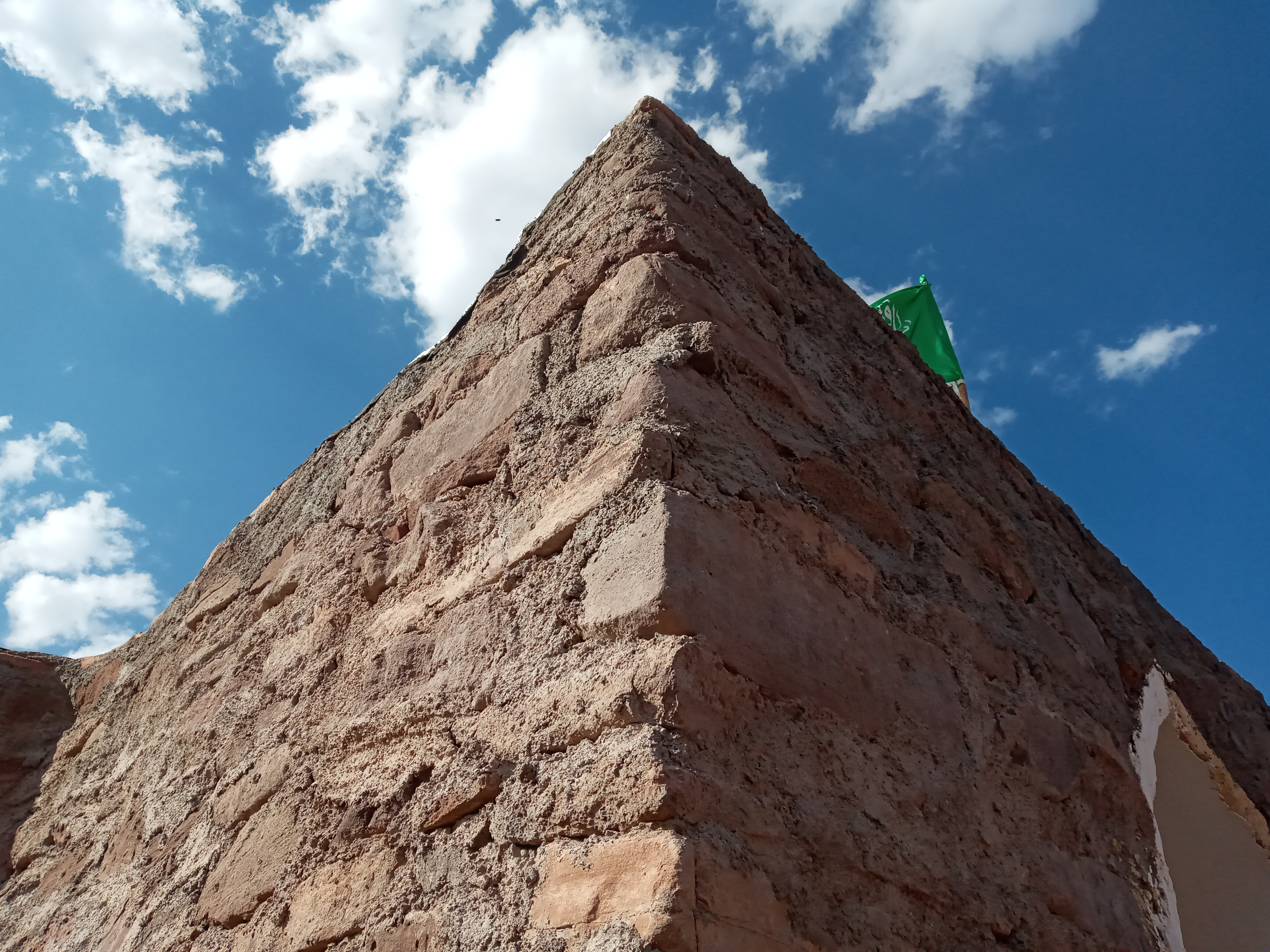
نمایی از آرامگاه
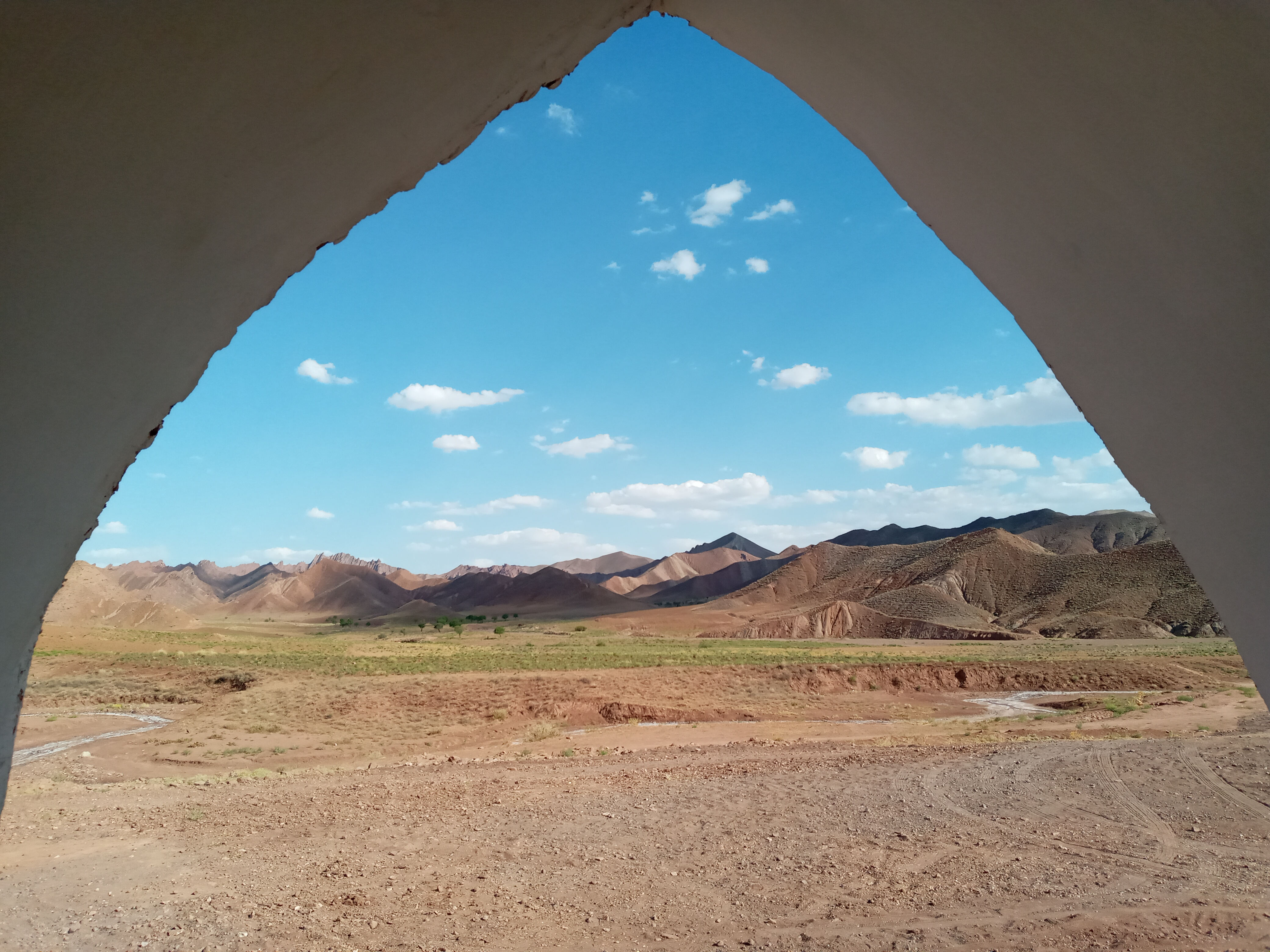
نمایی از بیرون آرامگاه
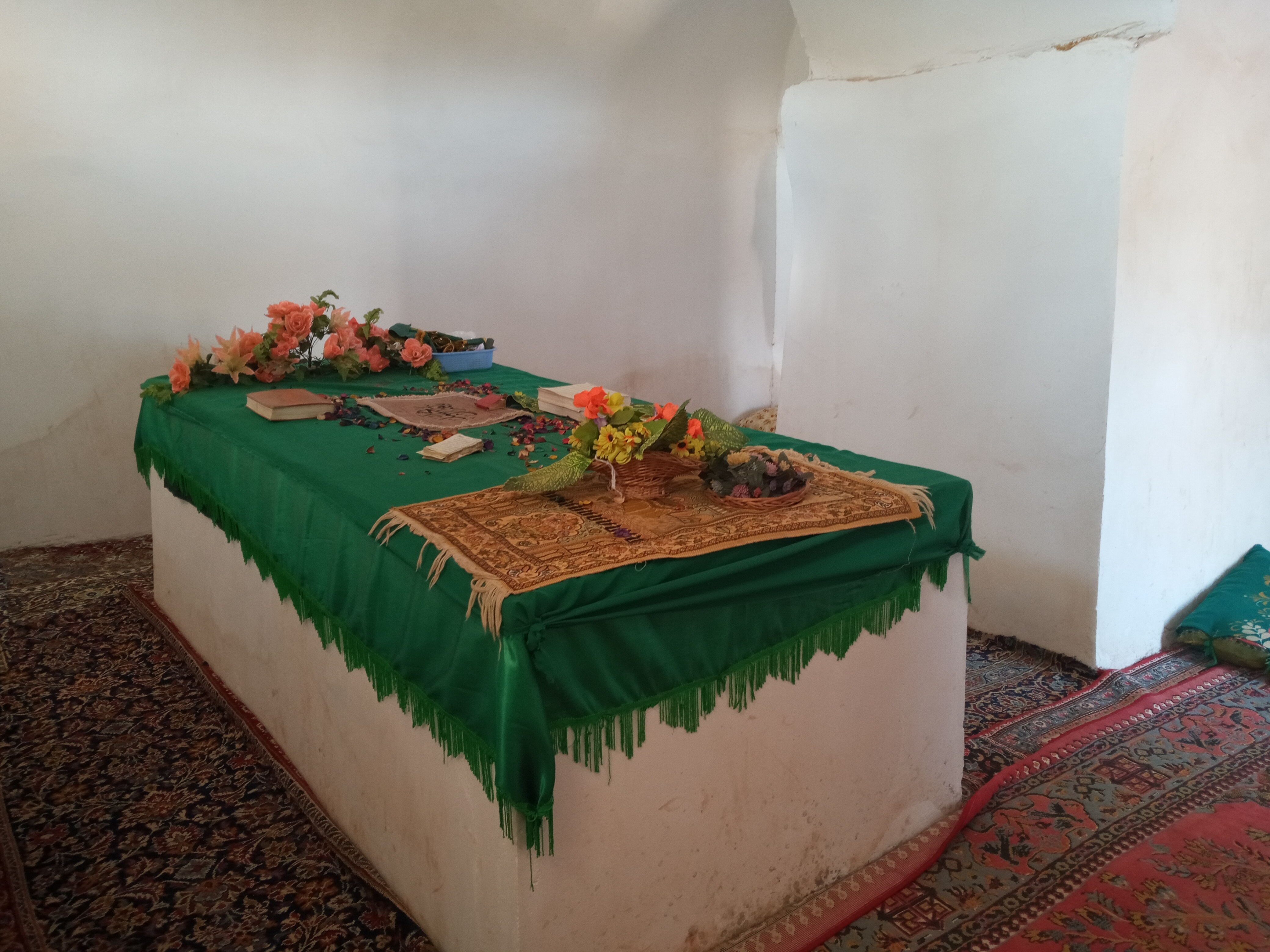
نمایی از داخل آرامگاه
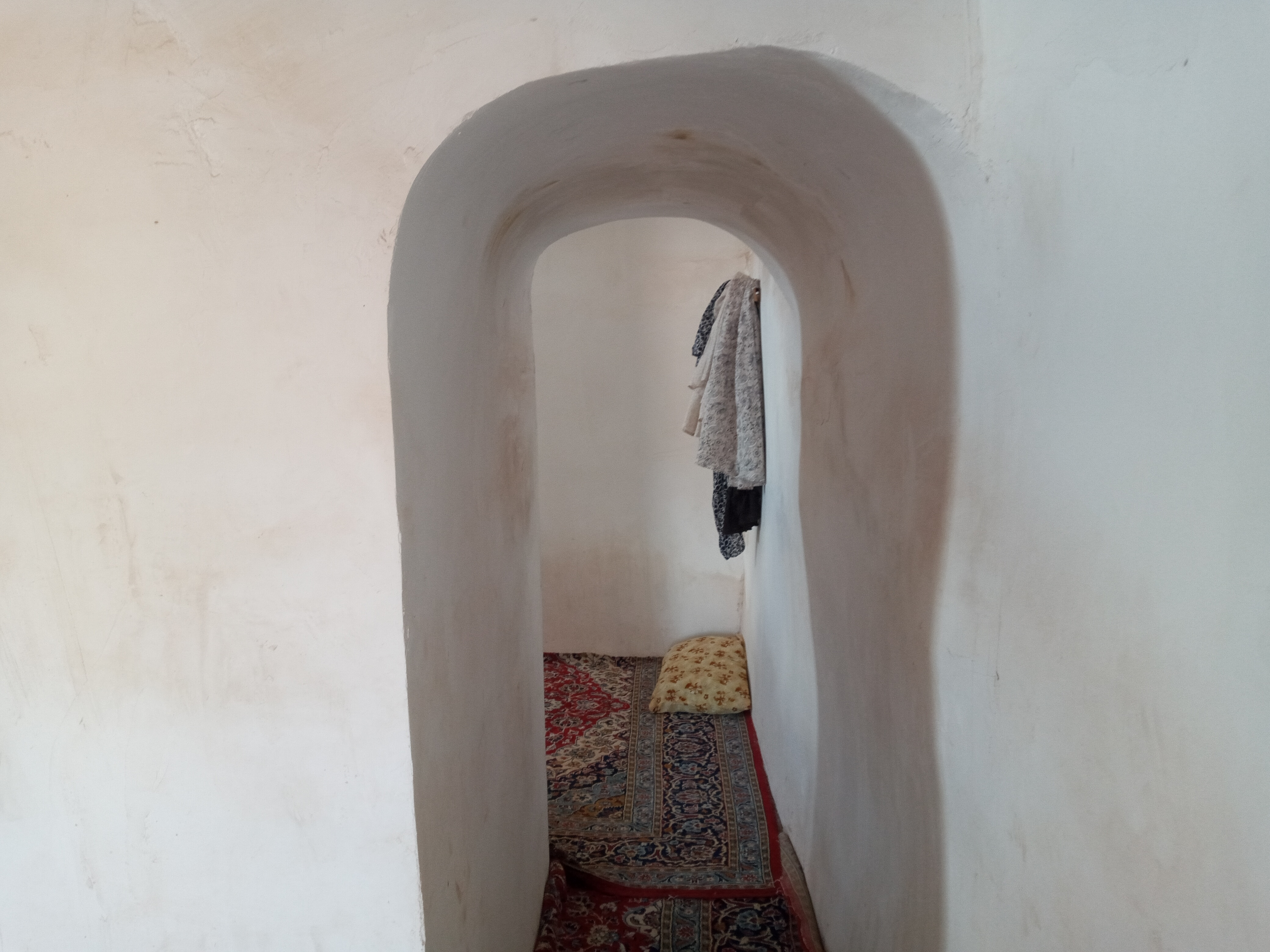
نمایی از داخل آرامگاه
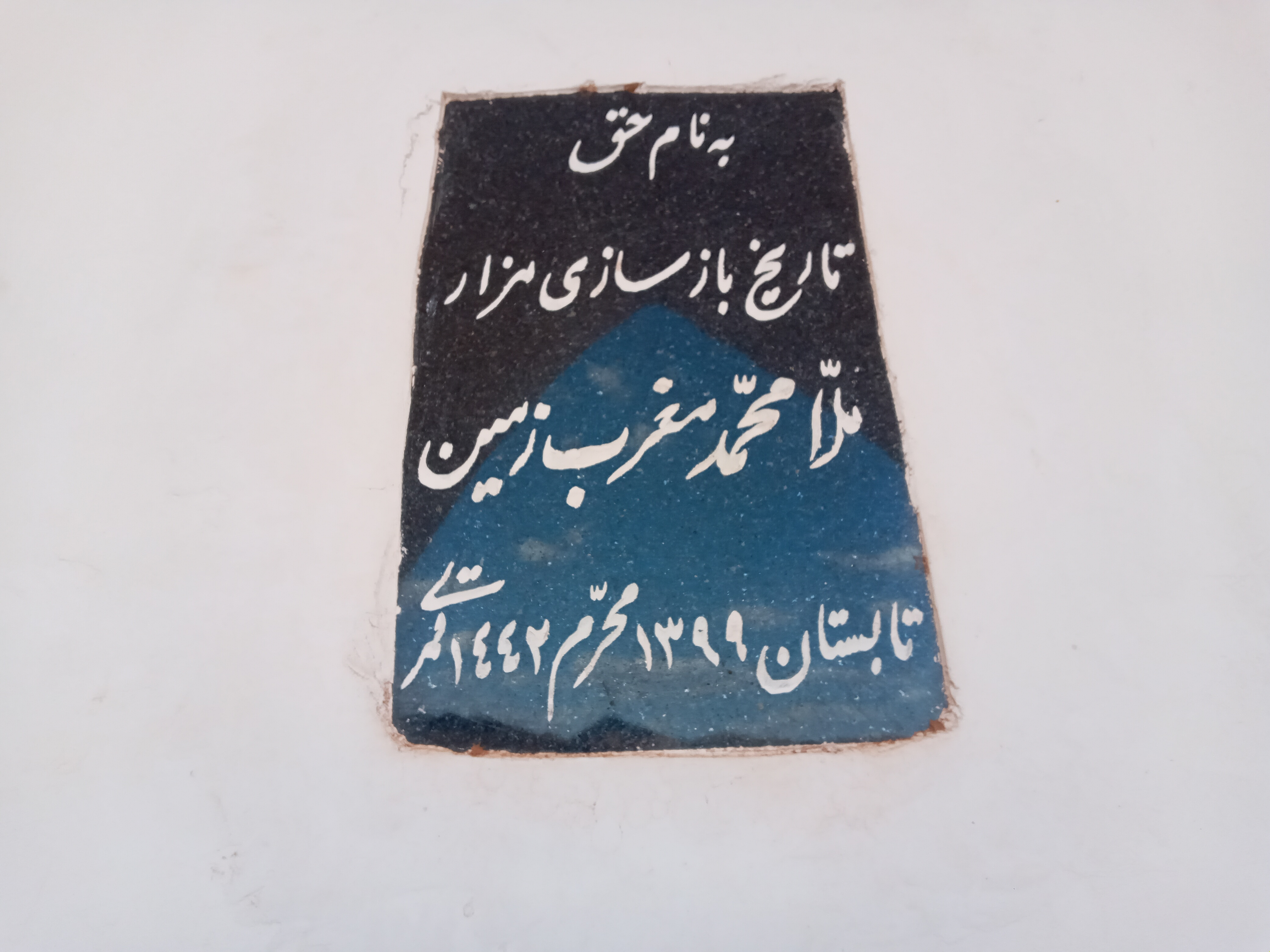
سنگ یادبود بازسازی آرامگاه